# جون دان (دي جيه)
جون دان (بالإنجليزية: John Churchill Dunn)‏ هو صحفي ودي جيه بريطاني، ولد في 4 مارس 1934 في غلاسكو في المملكة المتحدة، وتوفي في 27 نوفمبر 2004 في London Borough of Croydon ‏ في المملكة المتحدة بسبب سرطان.